# فرودگاه سانیه رمل
فرودگاه سانیه رمل (به انگلیسی: Sania Ramel Airport) یک فرودگاه همگانی باربری با کد یاتا TTU است که یک باند فرود بتن دارد و طول باند آن ۲۳۰۰ متر است. این فرودگاه در شهر تطوان کشور مراکش قرار دارد و در ارتفاع ۳ متری از سطح دریا واقع شده است.

## شرکت‌های هواپیمایی و مقصدهای پروازی
| شرکت‌های هواپیمایی                                         | مقصدهای پروازی             |
| --------------------------------------------------------- | -------------------------- |
| Corendon Dutch Airlines                                   | چارتر: اسخیپول آمستردام    |
| هواپیمایی پادشاهی مراکش اجرا توسط Royal Air Maroc Express | چریف ال ایدریسی، محمد پنجم |
| TUI fly Belgium                                           | فصلی: لیژ                  |